# Кирилловка (Волновахский район)
Кирилловка (укр. Кирилівка) — село на Украине, находится в Волновахском районе  Донецкой области.
Код КОАТУУ — 1421584802. Население по переписи 2001 года составляет 732 человека. Почтовый индекс — 85753. Телефонный код — 6244.

## Адрес местного совета
85752, Донецкая область, Волновахский р-н, с. Новоандреевка, ул.Советська, 50